# Фёльцко, Альфред
Альфред Фёльцко (нем. Alfred Voeltzkow; 1860—1947) — немецкий ботаник и зоолог.

## Биография
Родился в 1860 году в Берлине. Изучал естественные науки в Гейдельберге, Берлине, Фрайбурге и Вюрцбурге. В 1887 году удостоен Вюрцбургским университетом степени доктора философии за диссертацию по паразитическим плоским червям Aspidogaster conchicola. В 1889 году предпринял шестилетнее путешествие в Восточную Африку и оттуда отправился на остров Мадагаскар. Здесь Фёльцко собрал богатый материал не только по разнообразию, но и по эмбриологии представителей фауны этих областей. Материал этот обрабатывался целым рядом выдающихся специалистов, результаты изданы Зенкенбергским обществом естествоиспытателей во Франкфурте. В появившихся 2 первых томах Фёльцко стал автором введения и ряда статей под заглавием «Beiträge zur Entwickelungsgeschichte der Reptilien I—IV». 
В честь учёного названы следующие виды животных: Cinachyrella voeltzkowi, Spinivorticella voeltzkowi, Cataulacus voeltzkowi, Pteropus voeltzkowi, Leucochrysa voeltzkowi, Oligochrysa voeltzkowi, Anapochrysa voeltzkowi и Lissoclinum voeltzkowi.

## Труды
- «Entwickelung im Ei von Musca vomitoria» («Zoolog. Anzeiger», 1899);
- «Melolontha vulgaris. Ein Beitrag zur Entwicklung im Ei bei Insecten» (там же, 1889);
- «Ueber Eiablage und Embryonalentwicklung der Krokodile» («Sitz. ber. K. preuss. Akad. d. Wiss.», 1891);
- «Wissenschaftliche Ergebnisse der Reisen in Madagascar und Ost-Africa in den Jahren 1889—1895 von Dr. A. Voeltzkow» (т. I, Франкфурт, 1898): «Einleitung. Madagascar, Juan de Nova, Aldabra» (т. II, Франкф., 1900—1901);
- «Biologie und Entwicklung der äusseren Körperform von Crocodilus madagascariensis»;
- «Die Bildung des Keimblattes von Podocnemis madagascariensis»;
- «Zur Frage nach der Bildung der Bauchrippen» (вместе с Дёдерлейном);
- «Keimblätter, Dottersack und erste Anlage des Blutes und der Gefässe bei Crocodilus madagascariensis»;
- «Verzeichniss der bis jetzt von Aldabra bekannten Land- und Süsswasserfauna».